# De pares a fills
De pares a fills (àrab: عن الآباء والأبناء, ʿAn al-ābāʾ wa-l-abnāʾ) és una pel·lícula documental alemanya en llengua àrab de l'any 2017 dirigida per Talal Derki sobre el fonamentalisme gihadista i el militarisme a Síria.

## Argument
Sota l'aparença d'un fotoperiodista simpatitzant amb el gihadisme salafita, Talal Derki és autoritzat a entrar en un poble controlat per Jabhat Fateh al-Sham, a prop de la línia de front de la Guerra Civil siriana, i s'allotja a casa de la família Osama. El patriarca, Abu Osama, és un fanàtic entusiasta: lloa obertament els atemptats de l'11 de setembre de 2001 i anomena els seus fills com els líders talibans d'Al-Qaida. Treballa de franctirador i en l'eliminació de mines, i treu els seus fills de l'escola a causa de la coeducació. En aquest context, els infants, en particular el fill gran Osama, són cada cop més propensos a lluitar i assetjar.
Durant una missió, la cama esquerra d'Abu es veu afectada per una mina. Poc després, els fills són enviats a un camp d'entrenament militar sota unes severes condicions. Després de tornar a casa, la Força Aèria russa destrueix els llibres d'Abu i viu venent components de mines. Amb tot, es manté compromès amb la creença que la guerra conduirà a una apocalíptica Tercera Guerra Mundial entre un califat revifat i el món cristià i provocarà la victòria del mahdí sobre l'anticrist.
Al campament, Osama progressa mentre que el seu germà petit, Ayman, vol tornar a l'escola. Abu ensenya a Osama a disparar una pistola. Abans que Osama continuï amb la instrucció militar, comparteix un enigma amb Ayman. Osama realitza tres anys d'entrenament i adoctrinament, mentre Ayman torna a l'escola. La brigada d'Osama es dirigeix al front per primera vegada quan Talal Derki retorna a casa seva a Berlín tot reflexionant sobre la profunda devastació de Síria. Derki va afirmar en una entrevista que s'hi va està 2 anys i mig i que els dies efectius de filmació van ser 330.

## Repartiment
- Abu Osama: ell mateix
- Ayman Osama: ell mateix
- Osama Osama: ell mateix

## Reconeixements
- Festival de Cinema de Sundance 2018: Gran Premi de Jurat
- 14è ZagrebDox 2018: Grand Seal[4]
- 1r AJB DOC Festival 2018: Primer Premi[5]
- XXI Premis del Cinema Europeu: nominat a Millor Documental
- XXXIV Premis Independent Spirit: nominat a Millor Documental
- Premis Oscar de 2018: nominat a Millor Documental